# Bird Island (Minnesota)
Bird Island és una població dels Estats Units a l'estat de Minnesota. Segons el cens del 2000 tenia 1.195 habitants.

## Demografia
Segons el cens del 2000, Bird Island tenia 1.195 habitants, 499 habitatges, i 303 famílies. La densitat de població era de 299,6 habitants per km².
Dels 499 habitatges en un 28,5% hi vivien nens de menys de 18 anys, en un 52,5% hi vivien parelles casades, en un 5,4% dones solteres, i en un 39,1% no eren unitats familiars. En el 35,5% dels habitatges hi vivien persones soles el 19,6% de les quals corresponia a persones de 65 anys o més que vivien soles. El nombre mitjà de persones vivint en cada habitatge era de 2,31 i el nombre mitjà de persones que vivien en cada família era de 3,03.
Per edats la població es repartia de la següent manera: un 24,6% tenia menys de 18 anys, un 5,9% entre 18 i 24, un 25,1% entre 25 i 44, un 20,4% de 45 a 60 i un 23,9% 65 anys o més.
L'edat mediana era de 42 anys. Per cada 100 dones de 18 o més anys hi havia 95 homes.
La renda mediana per habitatge era de 38.092 $ i la renda mediana per família de 48.750 $. Els homes tenien una renda mediana de 31.063 $ mentre que les dones 23.056 $. La renda per capita de la població era de 18.700 $. Entorn del 4,8% de les famílies i el 8,1% de la població estaven per davall del llindar de pobresa.

## Poblacions més properes
El següent diagrama mostra les poblacions més properes.